# حال‌حال سفلی
حال‌حال سفلی، روستایی از توابع بخش دشتک شهرستان چالدران در استان آذربایجان غربی ایران است.

## جمعیت
این روستا در دهستان آواجیق جنوبی قرار دارد و براساس سرشماری مرکز آمار ایران در سال ۱۳۸۵، جمعیت آن ۲۰۳ نفر (۳۴خانوار) بوده‌است.
اهالی حالحال سفلی با قلبی رعوف مهربال مهمان پرست